# Neritos subflavida
Neritos subflavida är en fjärilsart som beskrevs av De Toulgoët 1982. Neritos subflavida ingår i släktet Neritos och familjen björnspinnare. Inga underarter finns listade i Catalogue of Life.